# Telisha Shaw
Telisha D. Shaw (ur. 4 października 1978 w Memphis, Tennessee) – amerykańska aktorka, tancerka i piosenkarka.

## Filmografia
- U nas w Filadelfii (It’s Always Sunny in Philadelphia, 2005) jako Janell
- Trawka (Weeds, 2005) jako Teenya
- Brudne sprawy (Dirty, 2005) jako Judith
- Studio 60 (Studio 60 on the Sunset Strip, 2006-2007) jako Telisha
- Campus Ladies (2006) jako Condoleeza
- Step Up 2 (Step Up 2 the Streets, 2008) jako Felicia